# Leptolalax melanoleucus
Leptolalax melanoleucus es una especie de anfibio anuro de la familia Megophryidae.

## Distribución geográfica
Esta especie es endémica del oeste y sur de Tailandia. Se encuentra en las provincias de Ranong, Surat Thani y Kanchanaburi.
Su presencia es incierta en Birmania.

## Etimología
El nombre específico melanoleucus proviene del griego melas, negro y de leucas, blanco, con referencia a las marcas ventrales contrastantes de esta especie.

## Publicación original
- Matsui, 2006 : Three New Species of Leptolalax from Thailand (Amphibia, Anura, Megophryidae). Zoological Science, vol. 23, n.º 9, p. 821-830[5]